# Allégations de soutien des États-Unis aux Khmers rouges
 (novembre 2022).
Le contenu est difficilement compréhensible vu les erreurs de traduction, qui sont peut-être dues à l'utilisation d'un logiciel de traduction automatique.
Les allégations de soutien des États-Unis aux Khmers rouges sont liées au fait que les États-Unis aient voté pour que les Khmers rouges et le gouvernement de coalition du Kampuchéa démocratique, dominé alors par les Khmers rouges, conservent le siège du Cambodge à l'ONU jusqu'en 1993. Ce vote intervient longtemps après que les Khmers rouges aient été battus et chassés du pouvoir par le Vietnam lors de la guerre de 1979. Les États-Unis ont également encouragé le gouvernement chinois à fournir un soutien militaire aux Khmers rouges,,,,,.
Certaines allégations, comme celles du politologue américain Michael Haas (en), affirment que les États-Unis ont directement armé les Khmers rouges afin d'affaiblir l'influence du Vietnam et de l'Union soviétique en Asie du Sud-Est. Dans le contexte de la guerre froide et de la défaite militaire américaine au Vietnam en 1973, la diplomatie nord-américaine[Quoi ?] aurait préféré soutenir les Khmers rouges, s'opposant au Vietnam, malgré les crimes commis par ceux-ci. Ces allégations ont été vivement contestées par le gouvernement américain et le journaliste Nate Thayer (en), qui a soutenu que peu, voire aucune aide américaine n'est parvenue aux Khmers rouges.

## Siège du Cambodge à l'ONU
En raison de l'opposition chinoise et occidentale à l'occupation vietnamienne du Cambodge, les Khmers rouges, plutôt que la République populaire du Kampuchéa, ont été autorisés à occuper le siège du Cambodge aux Nations Unies (ONU) jusqu'en 1982. Après 1982, le siège de l'ONU a été occupé par une coalition dominée par les Khmers rouges — le gouvernement de coalition du Kampuchea démocratique (CGDK). En raison du soutien chinois, américain et occidental, le CGDK dominé par les Khmers rouges a occupé le siège de l'ONU au Cambodge jusqu'en 1993, après la fin de la guerre froide.

## Soutien diplomatique américain
En 1998, l'ancien conseiller américain à la sécurité nationale, Zbigniew Brzezinski, a déclaré  : « J'encourage les Chinois à soutenir Pol Pot…[Quoi ?] nous ne pourrions jamais le soutenir, mais la Chine le pouvait. » Cependant, Brzezinski a déclaré par la suite : « Les Chinois aidaient Pol Pot, mais sans aucune aide ou arrangement des États-Unis. De plus, nous avons dit explicitement aux Chinois que, selon nous, Pol Pot était une abomination et que les États-Unis n'auraient rien à voir avec lui, directement ou indirectement. »,,
Fin 1975, la NSA et le secrétaire d'État Henry Kissinger ont déclaré au ministre thaïlandais des Affaires étrangères : « Vous devriez dire aux Cambodgiens que nous serons amis avec eux. Ce sont des voyous meurtriers, mais nous ne laisserons pas cela nous barrer la route ». En 1998, Kissinger élaborait : « Les Thaïlandais et les Chinois ne voulaient pas d'une Indochine dominée par les Vietnamiens. Nous ne voulions pas que les Vietnamiens dominent. Je ne crois pas que nous ayons fait quoi que ce soit pour Pol Pot. Mais je soupçonne que nous avons fermé les yeux quand d'autres ont fait quelque chose pour Pol Pot ».
Le roi du Cambodge Norodom Sihanouk, revenu au pouvoir en 1993, affirme également à la presse que les États-Unis auraient activement soutenus les Khmers rouges : « En ce qui concerne les démons, les États-Unis soutiennent aussi les Khmers rouges. Avant même la formation du gouvernement de coalition en 1982, les États-Unis votaient chaque année en faveur du régime des Khmers rouges…. Les USA disent qu'ils sont contre les Khmers rouges, qu'ils sont pro-Sihanouk, pro-Son Sann. ».

## Allégations de soutien militaire américain
Selon Tom Fawthrop, le soutien américain à la guérilla khmère rouge dans les années 1980 a été « essentiel » pour maintenir l'organisation en vie et était en partie motivé par la vengeance sur la défaite américaine pendant la guerre du Vietnam. Un dépôt WikiLeaks de 500 000 câbles diplomatiques américains de 1978 montre que l'administration du président Jimmy Carter était déchirée entre la répulsion face aux atrocités des Khmers rouges et l'inquiétude quant à la possibilité d'une influence vietnamienne croissante si les Khmers rouges s'effondraient. À partir de 1971, les États-Unis se rapprochent diplomatiquement de la Chine, les deux États voyant dans les Khmers rouges des alliés contre le Vietnam.
Selon Michael Haas, malgré la condamnation publique des Khmers rouges, les États-Unis ont offert un soutien militaire à l'organisation et ont contribué à empêcher la reconnaissance par l'ONU du gouvernement aligné sur le Vietnam. Haas a fait valoir que les États-Unis et la Chine ont répondu aux efforts de l'Association des nations de l'Asie du Sud-Est (ASEAN) pour désarmer les Khmers rouges en s'assurant que les Khmers rouges restent armés, et que les efforts américains pour fusionner les Khmers rouges avec des factions alliées ont abouti dans la constitution du CGDK. Après 1982, les États-Unis ont augmenté leur aide secrète annuelle à la résistance cambodgienne de 4 à 10 millions de dollars. Le récit de Haas est corroboré par le diplomate singapourien Bilahari Kausikan, qui a rappelé : « L'ASEAN voulait des élections mais les États-Unis ont soutenu le retour d'un régime génocidaire. Est-ce que l'un d'entre vous a imaginé que les États-Unis avaient autrefois en fait soutenu un génocide ? ».
En revanche, le journaliste américain Nate Thayer, correspondant au Cambodge pour le journal Far Eastern Economic Review, affirme que « les États-Unis ont scrupuleusement évité toute implication directe dans l'aide aux Khmers rouges », fournissant à la place une aide économique aux insurgés non communistes du Front national de libération du peuple khmer (KPNLF) et de l'Armée nationale Sihanouk (ANS), deux organisations qui n'ont que rarement coopéré avec les Khmers rouges d'un point de vue militaire, bien qu'étant des partenaires de la coalition. Selon Thayer, « au cours des mois passés dans les zones contrôlées par les trois groupes de résistance et au cours des dizaines de rencontres avec les Khmers rouges... Je n'ai jamais rencontré une seule fois l'aide apportée à la [résistance non communiste] utilisée par ou en possession des Khmers rouges ».

## Enquête du département d'État
Bien que la politique américaine consistait à fournir un soutien à « 15000 combattants rebelles » non communistes, Joel Brinkley a déclaré que « des accusations ont circulé selon lesquelles une partie de l'aide américaine, 215 millions de dollars jusqu'à présent, revenait aux Khmers rouges ». Une enquête ultérieure menée par Thomas Fingar du Bureau du renseignement et de la recherche (INR) du Département d'État des États-Unis « a révélé notamment le partage de munitions avec des combattants khmers, la défense conjointe d'un pont et l'utilisation d'un camion pour transporter à la fois des « non communistes » et des Khmers rouges combattants. » Fingar a rejeté le rapport de ses propres enquêteurs, qu'il a qualifié d'« épiphénomène dans un cirque de puces ». Il affirme également : « L'objectif le plus large n'est-il pas ici de vaincre les marionnettes vietnamiennes à Phnom Penh ? »